# Denman Arena
Pour les articles homonymes, voir Denman.

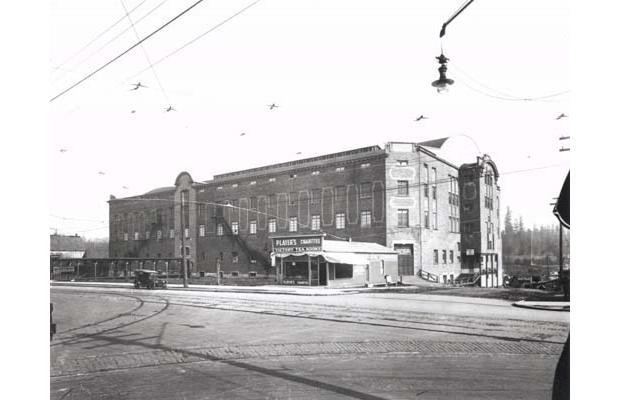
Denman Arena

Denman Arena est le nom de la salle principale de hockey sur glace à Vancouver dans la Colombie-Britannique au Canada.

## Histoire
Construite pour un coût de 300 000 dollars en 1911 et peut alors accueillir 10 500 personnes. Il s'agit alors d'une des plus grandes patinoires de son temps. Avec la salle de Victoria, Patrick Arena, il s'agit d'une des deux premières glaces artificielles du Canada.
La salle est construite par les frères Patrick, Frank et Lester pour accueillir les matchs de leur équipe : les Millionnaires de Vancouver de l'Association de hockey de la Côte du Pacifique. En 1915, les Millionnaires emmenés par leur vedette, Fred « Cyclone » Taylor, y remportent la Coupe Stanley.
La salle est détruite en 1936 à la suite d'un incendie déclenché par une explosion voisine. 

### Support visuel
- (fr) Hockey : La fierté d'un peuple (Hockey, a people's history), de Mark  Starowicz (prod.) et de David Langer et Jo-Ann Demers (réal.), 2006, 6 DVD [présentation en ligne], ép. 2 (« Le prix de la gloire (1905-1915) »)